# Есиф Андреянович Горошков
Ио́сиф Андре́евич (Е́сип Андре́евич) — новгородский боярин, называемый некоторыми летописями «Горошков внук».
В 1440 году занимал в Новгороде должность степенного посадника.
В 1449 году ездил на реку Нарову для заключения мира Новгородской республики с ливонским магистром и дерптским епископом.